# TuS Jahn Werdohl
Der TuS Jahn Werdohl (offiziell: Turn- und Sportverein „Jahn“ 1874 e. V. Werdohl) ist ein Sportverein aus Werdohl im sauerländischen Märkischen Kreis. Die erste Fußballmannschaft spielte vier Jahre lang in der höchsten westfälischen Amateurliga, während die erste Handballmannschaft kurzzeitig der seinerzeit erstklassigen Gauliga Westfalen angehörte.

## Geschichte
Der Verein geht auf den im Jahre 1874 gegründeten Werdohler Turnverein zurück. Elf Jahre später entstand der Turnverein Jahn Werdohl. Im Jahre 1908 folgte der Schwimmverein 08 Werdohl, bevor in den Jahren 1910 und 1911 die Fußballvereine Spiel- und Sportclub Versevörde und Werdohler FC folgten. Die beiden Fußballvereine fusionierten im Jahre 1914 zum Vereinigten Sportclub Werdohl-Versevörde. Am 9. April 1919 schlossen sich die genannten Vereine zur Werdohler Turn- und Sportvereinigung Jahn zusammen. Dieser benannte sich am 5. Januar 1938 in Werdohler Turn- und Sportbund Jahn um, bevor sich der Verein im Jahre 1945 auflösen musste. Als Nachfolger wurde im Herbst 1945 der Turn- und Sportverein Werdohl gegründet, der zwei Jahre später seinen heutigen Namen annahm.
Der Verein bietet die Sportarten Badminton, Judo, Koronarsport, Leichtathletik, Radsport, Schwimmsport, Skisport und Turnen an. Früher besaß der Verein noch Abteilungen für Fußball und Handball.

## Fußball

### TuS Jahn Werdohl
Den Fußballern von Jahn Werdohl gelang im Jahre 1926 der Aufstieg in die seinerzeit erstklassige Bezirksklasse Südwestfalen. Nach mehreren Jahren Mittelmaß erreichte die Mannschaft im Jahre 1932 nach einem 4:1-Entscheidungsspielsieg über Germania Mudersbach das Endspiel um die Südwestfalenmeisterschaft, wo sich die Werdohler dem SV Hüsten 09 geschlagen geben mussten. Ein Jahr später verpasste die Mannschaft die neu geschaffene Gauliga Westfalen. Zwischenzeitlich wurde das eigene Stadion durch ein Hochwasser der Lenne zerstört. Nach Kriegsende wurden die Jahn-Fußballer der Bezirksklasse zugeteilt und sicherten sich im Jahre 1950 die Meisterschaft. Es folgten zwei Jahre in der kurzzeitig existierenden 2. Landesliga Süd, ehe die Werdohler nach einer Ligenreform im Jahre 1952 in die Landesliga Westfalen aufrückten, die seinerzeit höchste Amateurliga. Dort gelang in der Saison 1952/53 der Klassenerhalt erst nach Entscheidungsspielen gegen den VfL Gevelsberg. 
Drei Jahre später erreichte die Mannschaft mit Rang zehn zwar die beste Platzierung, verpasste aber die Qualifikation für die neu geschaffene Verbandsliga Westfalen. 1957 folgte der Abstieg in die Bezirksklasse, wo die Werdohler in den Jahren 1959 und 1960 jeweils Vizemeister hinter dem SV Hohenlimburg bzw. dem SV Heggen wurden. Im Jahre 1966 stiegen die Jahn-Fußballer in die Kreisklasse ab, schafften aber den direkten Wiederaufstieg. Schließlich gelang im Jahre 1973 der Aufstieg in die Landesliga, wo die Werdohler auf Anhieb Vizemeister hinter dem VfB Altena wurden. In den folgenden Jahren rutschte die Mannschaft in den Tabellenkeller und mussten im Jahre 1978 schließlich absteigen. Durch die Einführung der Oberliga Westfalen rutschten die Werdohler gleich zwei Ligenebenen hinunter. In der folgenden Saison 1978/79 gelang der direkte Wiederaufstieg in die Landesliga.

### Nachfolgeverein FSV Werdohl
Am 30. April 1980 fusionierten die Fußballabteilungen des TuS Jahn und des TuS Westfalia Werdohl zum FSV Werdohl. Dieser schaffte im Jahre 1983 den Aufstieg in die Verbandsliga, musste aber nach einem Jahr wieder absteigen. Im Jahre 1989 gelang nach einem Entscheidungsspielsieg über den TuS Sundern der erneute Aufstieg, dem erneut der direkte Wiederabstieg folgte. Zwischen 1994 und 1997 sowie in der Saison 2001/02 rutschten die Werdohler in die Bezirksliga ab. Im Jahre 2011 gelang der dritte Aufstieg in die nunmehr Westfalenliga genannte Spielklasse, aber auch dieses Mal folgte der direkte Wiederabstieg. Im Jahre 2022 stiegen die Werdohler in die Bezirksliga ab und wurden dort ein Jahr später in die Kreisliga A durchgereicht.
Der FSV Werdohl brachte den späteren Profi Onur Bulut hervor. Mit Hubert Clute-Simon beendete ein Ex-Profi seine Karriere in Werdohl. Als Trainer beim FSV wirkten unter anderem Manfred Lopatenko und Werner Schumacher.

## Handball
Die Handballer des TuS Jahn erreichten im Jahre 1933 erstmals die Westdeutsche Meisterschaftsrunde, scheiterten dort allerdings im ersten Spiel gegen Arminia Bielefeld. Drei Jahre später gelang der Mannschaft der Aufstieg in die seinerzeit erstklassige Gauliga Westfalen. Nach einer 6:10-Niederlage beim TV Spenge folgte der direkte Wiederabstieg. Nach Kriegsende spielten die Jahn-Handballer mehrere Jahre in der Südwestfalenliga, bevor sich die Handballer im Jahre 1972 mit der Handballabteilung des TuS Versetal zur Handballspielvereinigung Werdohl/Versetal zusammenschlossen.

## Persönlichkeiten
- Paul Matzkowski